# Olenecamptus hebridarum
Olenecamptus hebridarum là một loài bọ cánh cứng trong họ Cerambycidae.